# 表面粗さ
表面粗さ（あるいは面粗度、または単に粗さ、粗度、英: surface roughness）とは表面性状の尺度の一つ。物体の表面形状を理想表面と比べたとき、鉛直方向の偏差がどれだけあるかで計られる。偏差が全体に大きければ表面は粗く、小さければ滑らかである。通常、粗さとは測定された表面形状のうち短波長で空間周波数の高い成分を指す（表面計量学）。しかし、実用的には周波数に加え振幅が分からなければ表面を評価することはできない。
現実の物体間の相互作用は粗さに左右される。ふつう粗い表面は滑らかな表面と比べて摩耗が激しく、摩擦係数は大きい（トライボロジーを参照）。また、表面に不均一な部分があるとクラックや腐食の核生成サイトになりうるため、粗さは機械部品の性能を計る指標ともなる。その一方、表面が粗いと接着性が良くなることもあり、タイヤチューブのパンク捕集用のパッチの接着面をワイヤーブラシで擦ったり、塗装前の下地表面に「足付」（あしつけ）作業を行う場合がある。
多くの場合表面は滑らかな方が望ましいが、工業的に粗さを制御するのは困難である。表面粗さを低減すると、生産コストはふつう指数関数的に増加する。これが部品の性能と低コストを両立させられない原因となることが多い。
粗さがわかっているサンプル（粗さ比較板）と触って比べるだけでも粗さを測定することはできるが、一般的に表面粗さ測定にはプロファイロメータが用いられる。プロファイロメータには接触式（主にダイヤモンド触針による）および非接触式（白色光干渉計など）がある。
場合によっては、適度な粗さが求められることもある。たとえばタッチパッドのような製品では、光沢表面にしてしまうと反射がまぶしかったり指の滑りが一定でなくなったりするので、適度な粗さが必要である。このような場合、振幅と空間周波数の両者が重要になる。

## パラメータ
粗さに関する値は輪郭曲線（線）または表面形状（面）に基づいて求められる。線粗さパラメータ（Ra、Rqなど）の方が一般的であり、面粗さパラメータ（Sa、Sqなど）はより情報の価値が高い。

### 線粗さパラメータ
以下の粗さパラメータの定義は主にJIS B 0601:2013による。
数多くの粗さパラメータのうちRaが群を抜いて広く用いられているが、それが特に都合がいいというより、初期の粗さ測定ではRaしか得られなかったという歴史的な理由が大きい。ほかによく用いられるパラメータとしてはRz、Rq、Rskがある。一部のパラメータは特定の産業や特定の国でのみ用いられる。たとえば、Rkに代表されるパラメータはふつうシリンダー・ボアに対して用いられ、モチーフパラメータは主としてフランスで用いられている。
これらのパラメータは輪郭曲線に含まれるすべての情報を一つの数値に落とし込むものであるため、その利用と解釈には十分な注意が必要である。元の輪郭データにわずかな変化が生じても数値には表れないし、平均線の計算方法や物理的な測定方法が計算結果に大きく影響する。近年のデジタル測定器では、測定曲線を目で確認して計算結果に影響する欠陥を探し、もしあれば再測定するといったことが可能である。
それぞれの測定値が何を意味しているかは必ずしも明白ではないが、インタラクティブなシミュレーションツールがあれば、人間の目には明らかな表面形状の差異を表すのに各パラメータがどれほど有効か（あるいは効果がないか）を理解しやすい。たとえば、Raでは平滑面に山が並んでいる表面と谷が並んでいる表面とを区別できないことが容易にわかる。app形式のそのようなツールが存在する。
慣習的に、線粗さパラメータはすべて大文字のRに下添え字をつけたものである。添え字は計算式の種類を表し、Rはその式が粗さ曲線に適用されたことを意味する。異なる種類の輪郭曲線に適用したなら異なる大文字記号を用いる。たとえば、Raは粗さ曲線の算術平均、Paはフィルターする前の断面曲線の算術平均、Waは断面曲線から微細な構造を除去したうねり曲線の算術平均である。
表に挙げられた式は、測定された断面曲線にフィルターをかけて粗さ曲線を抽出し、その一つの基準長さ区間について計算される。粗さ曲線の平均線はあらかじめ求められているとする。粗さ曲線上に等間隔でn個のデータ点を取り、i番目の点における平均線からの鉛直距離を高さyiとする。高さは物体から離れる向きを正と決める。

#### 高さ方向のパラメータ
高さ方向のパラメータは粗さ曲線の平均線からの鉛直方向偏差に基づいて表面を表す。その多くは集団サンプルの統計におけるパラメータと深い関係がある。たとえば、Raは絶対値の算術平均であり、Rtは粗さのデータ範囲にあたる。
算術平均粗さRaはもっとも広く用いられる線粗さパラメータである。
| パラメータ    | 概要                                                                                          | 式 |
| ------------- | --------------------------------------------------------------------------------------------- | --- |
| Ra, Raa, Ryni | 算術平均粗さ                                                                                  | {\displaystyle R_{\text{a}}={\frac {1}{n}}\sum _{i=1}^{n}\left\|y_{i}\right\|}                                                                                 |
| Rq, RRMS      | 二乗平均平方根高さ                                                                            | {\displaystyle R_{\text{q}}={\sqrt {{\frac {1}{n}}\sum _{i=1}^{n}y_{i}^{2}}}}                                                                                  |
| Rv            | 最大谷深さ                                                                                    | {\displaystyle R_{\text{v}}=\|\min _{i}y_{i}\|} |
| Rp            | 最大山高さ                                                                                    | {\displaystyle R_{\text{p}}=\max _{i}y_{i}} |
| Rz            | 最大高さ粗さ                                                                                  | {\displaystyle R_{\text{z}}=R_{\text{p}}+R_{\text{v}}} |
| Rt            | 最大断面高さ。いくつかの基準長さ区間にわたるRpの最大値からRvの最小値までの鉛直距離。          | {\displaystyle R_{\text{t}}=\max R_{\text{p}}+\max R_{\text{v}}}                                                                                               |
| Rsk           | スキューネス（歪度）                                                                          | {\displaystyle R_{\text{sk}}={\frac {1}{nR_{\text{q}}^{3}}}\sum _{i=1}^{n}y_{i}^{3}}                                                                           |
| Rku           | クルトシス（尖度）                                                                            | {\displaystyle R_{\text{ku}}={\frac {1}{nR_{\text{q}}^{4}}}\sum _{i=1}^{n}y_{i}^{4}}                                                                           |
| RzDIN, Rtm    | いくつかの基準長さ区間にわたるRtの平均。ASME Y14.36M - 1996 Surface Texture Symbolsによる。   | {\displaystyle R_{\text{zDIN}}={\frac {1}{s}}\sum _{i=1}^{s}R_{{\text{t}}i}}、ここでSは基準長さ区間の数、Rtiはi番目の基準長さ区間におけるRt。                  |
| RzJIS         | 十点平均粗さ。かつて日本で広く用いられており、JIS B 0601-1994まではこの量がRzと呼ばれていた。 | {\displaystyle R_{\text{zJIS}}={\frac {1}{5}}\sum _{i=1}^{5}R_{{\text{p}}i}-R_{{\text{v}}i}}、ここでRpiとRviはそれぞれi番目に高い山およびi番目に低い谷を表す。 |

#### 傾斜、カウント数、横方向のパラメータ
傾斜パラメータは粗さ曲線の傾斜に関する特性を表す。カウント数および横方向のパラメータは輪郭曲線がある閾値とどれだけ頻繁に交差するかを表す。これらは旋盤加工面で見られるような周期構造を持つ粗さ曲線に用いられることが多い。
| パラメータ | 概要                                                              | 式                                                                                                   |
| ---------- | ----------------------------------------------------------------- | --- |
| RΔq, Rdq,  | 二乗平均平方根傾斜                                                | {\displaystyle R_{\Delta {\text{q}}}={\sqrt {{\frac {1}{N}}\sum _{i=1}^{N}\Delta _{i}^{2}}}}         |
| Δi         | ASME B46.1に基づき、傾斜Δiは5次のサビツキー・ゴーレイ式で求める。 | {\displaystyle \Delta _{i}={\frac {1}{60dx}}(y_{i+3}-9y_{i+2}+45y_{i+1}-45y_{i-1}+9y_{i-2}-y_{i-3})} |

これ以外の「周波数」パラメータにはRSmがある。RSmは要素の平均長さと呼ばれ、平均的な山の間隔を表す。通常の山岳と同じように「山」は定義が重要である。RSmの計算では最大高さRzの10%に満たない山は無視される。

#### 負荷曲線パラメータ
負荷曲線（アボットの負荷曲線とも）に基づくパラメータ。負荷長さ率Rmr(c)、輪郭曲線の切断レベル差R σc、Rkに代表されるパラメータなどが含まれる。

#### フラクタル理論
数学者マンデルブロは表面粗さとフラクタル次元の関連性について指摘した。

### 面粗さパラメータ
面粗さパラメータはISO25178に定義されており、Sa、Sq、Szなどがある。現在の非接触式測定器はある面積にわたって表面粗さを測定することができる。対象領域に対して狭い間隔で何度も線スキャンを行い、ソフトウェア上でつなぎ合わせることで表面の三次元像および面粗さパラメータを得る。

## 実用上の効果
表面加工の観点からは、粗さは単純に部品性能を阻害すると考えられる。そのため、ほとんどの製造図面では粗さに上限が設けられる一方で下限は指定されない。例外として、レシプロエンジンのシリンダーでは、表面にエンジンオイルの油膜を保持するために最低限の粗さを必要とする。
粗さは表面の摩擦・摩耗特性と関連が深い。大きなRaの値を持つ表面は摩擦が大きく摩耗が早いのがふつうである。粗さ曲線のピークが単純に接触点になるとは限らず、表面形状と波形（振幅と周波数）も考慮に入れる必要がある。
粗さはまた、風力発電機の生産性にも影響を与える。